# Rafrüti (Meteorit)
Koordinaten: 47° 0′ 0″ N, 7° 50′ 0″ O
Der Meteorit Rafrüti ist der zweitgrößte Meteorit, der bisher in der Schweiz gefunden worden ist.
Der Meteorit wurde im Jahr 1886 bei Rafrüti im Kanton Bern aufgefunden. Es war der erste Meteoritenfund in der Schweiz. Die bisher gesammelten Teile haben eine Masse von ca. 18,2 kg und befinden sich mehrheitlich im Naturhistorischen Museum Bern.
Es handelt sich um einen Eisenmeteoriten. Er hat den geringsten Gehalt an Iridium aller bisher bekannten Eisenmeteoriten.